# Agnolo degli Erri
Agnolo degli Erri (Modène, actif de v. 1440 à 1482) est un peintre italien gothique de la Renaissance italienne qui fut actif à Modène pendant la seconde moitié du XVe siècle.

## Biographie
Agnolo degli Erri, son frère cadet Bartolomeo ainsi que Bartolomeo Bonascia, sont considérés comme étant les plus importants protagonistes de la peinture du Quattrocento à Modène.
Agnolo a probablement réalisé  le grand triptyque du Couronnement de la Vierge conservé à la Galleria Estense de Modène (1462 et 1466). Il est probable que son frère a participé à ce travail.
L'historien d'art Roberto Longhi lui attribue également une participation secondaire dans une série de tableaux des scènes de vie des saints Thomas d'Aquin, Vincent Ferrier et Dominique dont le réalisateur principal serait son frère Bartolomeo.
Un retable, consacré à saint Pierre, provenant de l'église San Domenico de Modène, aujourd'hui à la galerie nationale de Parme, pourrait être d'Agnolo degli Erri.

## Œuvres
- Saint Pierre apôtre, retable, Galerie nationale, Parme
- Couronnement de la Vierge, triptyque, Galleria Estense, Modène
- Portrait d'un homme imberbe (v. 1465), collection, fondation Kress.
- Un dominicain prêchant (v. 1470), tempera sur bois, 43 × 34 cm pour San Domenico de Modène, conservée à la National Gallery of Art, Washington D.C.
- Vierge à l'Enfant, tempera sur fond or, Galleria d’Arte Antica Mazzoli, Macerata Feltria.